# Геотектоника
Геотекто́ника (Тектоника, Тектоническая геология) — наука, нацеленная на изучение структур, движения, деформации и развития в тектоносфере и в Земле в целом.
Это раздел геологии, наука о строении, движениях и деформациях литосферы, о её развитии в связи с развитием Земли в целом. Геотектоника составляет теоретическую сердцевину всей геологии. Наука о строении и развитии земной коры и Земли в целом, а следовательно, и о движениях и силах, создающих её структуры. Наука, изучающая историю развития тектонических структур.

## Разделы геотектоники
В геотектонике выделяют следующие основные разделы:
- Структурная геология (морфологическая геотектоника) — изучает формы залегания горных пород в земной коре. Она включает выделение основных типов тектонических единиц различного масштаба[3].
- Региональная геотектоника (тектоносфера) — раздел региональной геологии. В её рамках выделяются и характеризуются тектонические структуры на территории какого-либо региона, страны, континента, океана и всего земного шара[3].
- Историческая геотектоника — раздел исторической геологии. Она занимается выделением основных этапов и стадий развития структуры литосферы в региональном и глобальном масштабе[3].
  - Неотектоника (новейшая тектоника) — особый подраздел исторической геотектоники, рассматривающий новейший, олигоцен-четвертичный этап развития литосферы[3]. Изучение современных движений, которые могут быть зафиксированы инструментальными методами, выделяется в самостоятельное научное направление — актуотектонику[3].
- Тектонофизика (экспериментальная тектоника) — занимаются раскрытием механизмов тектонических деформаций. При этом в рамках экспериментальной тектоники осуществляется физическое моделирование различных типов тектонических структур, а в рамках тектонофизики — как физическое, так и математическое их моделирование. Эти разделы геотектоники смыкаются с геодинамикой[3].
- Тектоническая картография — раздел геотектоники, связанный с составлением тектонических карт, что имеет как прикладное, так и теоретическое значение[3].

## История
Хотя геотектоника обособилась в самостоятельную научную дисциплину лишь во второй четверти XX века, её развитие имеет длительную предысторию.
Первые представления об изменениях земной поверхности в результате подвижности земной коры возникли ещё в античное время у древних греков и римлян. Тогда же и появились два основных направления в объяснении тектонических движений, из которых одно придавало главную роль действию воды, а второе — магматизму. Однако эти идеи были забыты вплоть до эпохи Возрождения.

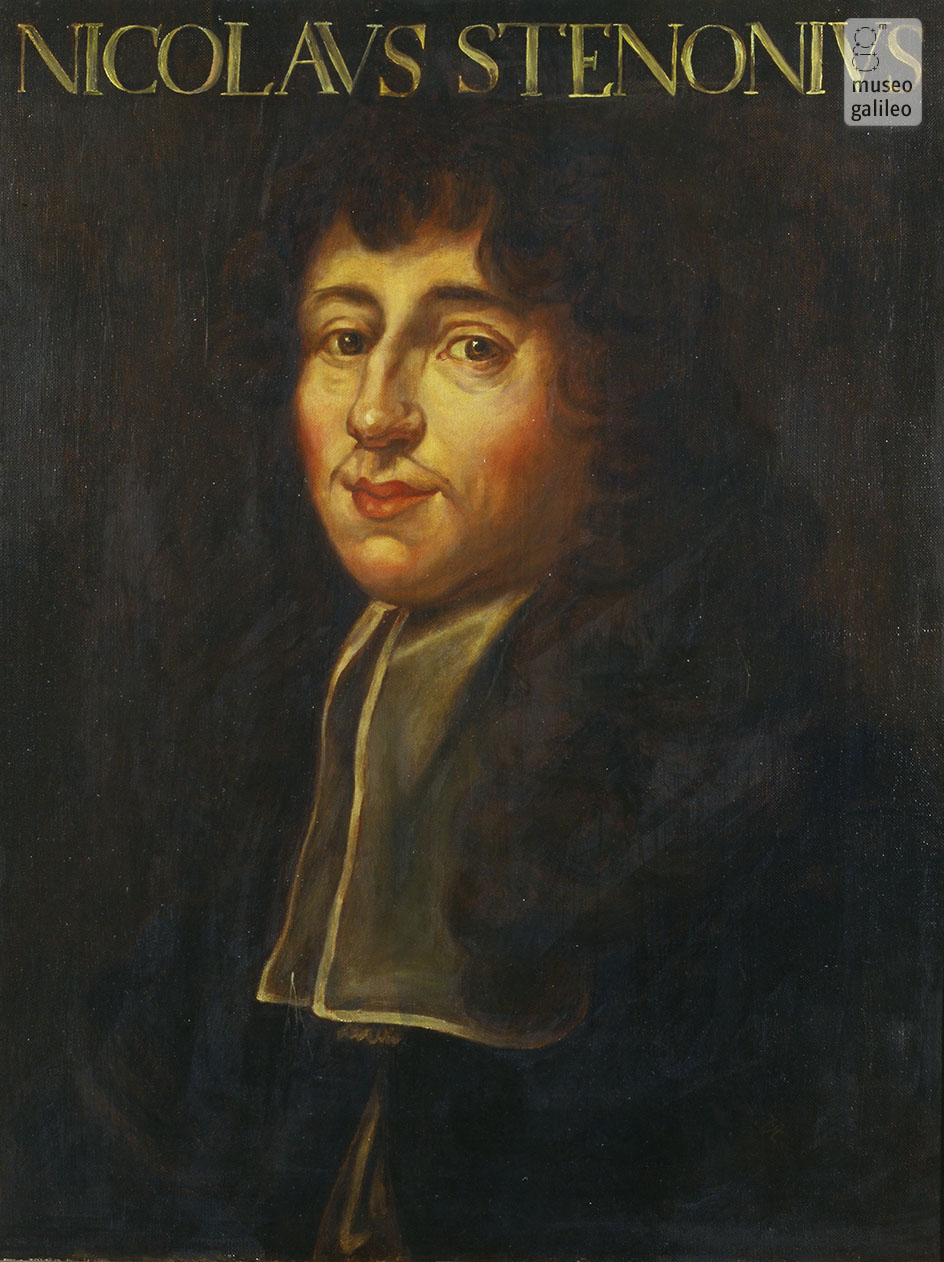
Нильс Стенсен, известный как Николаус Стенон

В 1669 году Нильс Стенсен (Стено или Стенон), опубликовал «Предварительное изложение диссертации о твёрдом, естественно содержащемся в твёрдом» (лат. «De solido intra solidum naturaliter contento dissertationis prodromus»). В этом труде он сформулировал ряд принципов, оказавших влияние на развитие геологической науки, в том числе и тектоники:
- Принцип непрерывности слоёв. Осадочный слой изначально имеет непрерывное распространение и лишь затем может быть расчленен различными геологическими силами[5].
- Принцип суперпозиции слоёв. Каждый слой образовался путём осаждения из жидкости, и во время его образования нижележащие слои уже существовали, а вышележащие — ещё нет[5].
- Принцип первичной горизонтальности слоёв. Осадочные породы накапливаются горизонтальными слоями, а отклонения от горизонтального положения являются результатом последующих нарушений[5].

Н. Стенсен считал изменение залегания слоёв главной причиной формирования гор.
Исходя из сформулированных им принципов, он предпринял попытку реконструировать геологическую историю Тосканы, при этом наклонное залегание слоев трактовалось им как результат обрушения. Сходные идеи об обрушении пластов как факторе формирования рельефа высказывал и немецкий учёный и философ Готфрид Вильгельм Лейбниц.
В 1705 году была опубликована работа английского исследователя Роберта Гука, в которой он связывал землетрясения и извержения с действием подземного огня. Итальянский естествоиспытатель Антонио Лаццаро Моро считал вулканическую активность главным фактором формирования рельефа. Он полагал, что осадочные слои образовались из горных пород, выброшенных из трещин земной поверхности. Кроме того, он критиковал представления о Всемирном потопе, который рассматривался как причина формирования некоторых осадочных слоёв Н. Стенсеном.
Как отмечал В. Е. Хаин, выделение крупномасштабных тектонических единиц (подвижных поясов, платформ и т. д.) привело в XX веке к перерастанию тектоники в геотектонику. При этом собственно тектоника в старом значении стала одним из разделов геотектоники.

### Концепции геотектоники
- Нептунизм — направление в геологии, распространённое в XVIII веке, утверждавшее происхождение всех горных пород (включая граниты и базальты) путём осаждения или кристаллизации из воды. Потеряло актуальность с 1820-х годов, когда было доказано вулканическое происхождение базальта.
- Плутонизм — направление в геологии, распространённое в конце XVIII — начале XIX веков, противоположное нептунизму. Его сторонники придавали большое значение внутренним силам Земли, объясняя их действием формирование магматических пород.
  - Гипотеза кратеров поднятия — дальнейшее развитие концепции плутонизма, распространённое в первой половине XIX века. Сторонники этой гипотезы рассматривали возникновение складчатых горных сооружений как результат подъёма магмы из глубин Земли. Однако, к середине XIX века стала ясна недостаточность подобных объяснений.
- Контракционная гипотеза — направление, получившее почти всеобщее признание во второй половине XIX — начале XX веков. Эта гипотеза основывалась на представлениях И. Канта и П.-С. Лапласа об изначально раскалённой и постепенно остывающей Земле. Предполагалось, что остывание Земли сопровождается сокращением её в размерах и смятием поверхностных слоёв в складки подобно тому, как образуются морщины на печёном яблоке. В XX веке открытие естественной радиоактивности горных пород, сопровождающейся выделением тепла, поставило под сомнение идею об остывании Земли. Кроме того выявились и недостатки гипотезы в объяснении тектонических процессов. В результате этих событий популярность контрационной гипотезы сильно снизилась.
- Тектоника плит — направление в геологии, появившееся в работах Вегенера в начале XX века, ключевым аспектом которого является предположение о существование относительно жестких литосферных плит, двигающихся относительно друг друга по относительно вязкой поверхности более горячей мантии Земли. Получило первые прямые подтверждения после открытия магнитных поясов, параллельных Срединно-Атлантическому хребту. К настоящему моменту в число прямых подтверждений теории входят измерения движения континентов друг относительно друга.

### Конференции
Основные конференции и совещания:
- 1948 — Тектоническое совещание (Москва, 10-15 мая 1948).

## Прикладное значение геотектоники
Размещение залежей полезных ископаемых обусловлено тектоническими условиями и историей тектонического развития, поэтому геотектоника и составление тектонических карт имеют большое значение для поиска месторождений.
Данные неотектоники и актуотектоники по новейшим и современным тектоническим движениям крайне важны при оценке сейсмической опасности, при составлении карт сейсмического районирования и прогноза землетрясений. Особенно важны эти данные при строительстве крупных сооружений, в частности атомных и гидроэлектростанций.